# Горки (Ногинский район)
Го́рки — деревня в Богородском городском округе Московской области России, входит в состав сельского поселения Мамонтовское.

## Население
| 1852 | 1859 | 1926 | 2002 | 2006 | 2010 |
| ---- | ---- | ---- | ---- | ---- | ---- |
| 138  | ↘133 | ↗352 | ↗527 | ↗814 | ↘497 |

## География
Деревня Горки расположена на северо-востоке Московской области, в северо-восточной части Богородского городского округа, примерно в 44 км к востоку от Московской кольцевой автодороги и 7 км к северо-востоку от центра города Ногинска.
В 7 км к югу от деревни проходит Горьковское шоссе М7, в 6 км к западу — Московское малое кольцо А107, в 17 км к востоку — Московское большое кольцо А108. В 1,5 км к северо-востоку находится озеро Луково, в 1,5 км к западу протекает река Загрёбка бассейна Клязьмы. Ближайший населённый пункт — деревня Жилино.
В деревне три улицы — Слобода 1-я, Слобода 2-я и Центральная, а также один микрорайон — Северный.
Связана автобусным сообщением со станцией Ногинск Горьковского направления Московской железной дороги (маршруты № 24, 25, 36, 158).

## История
В середине XIX века относилась ко 2-му стану Богородского уезда Московской губернии и принадлежала князю Василию Васильевичу Долгорукову, в деревне было 25 дворов, крестьян 64 души мужского пола и 74 души женского.
В «Списке населённых мест» 1862 года — владельческая деревня 2-го стана Богородского уезда Московской губернии по правую сторону Троицкого тракта (из Богородска в Сергиевскую Лавру), в 6 верстах от уездного города и 27 верстах от становой квартиры, при колодце, с 25 дворами и 133 жителями (60 мужчин, 73 женщины).
По данным на 1890 год — деревня Ямкинской волости 3-го стана Богородского уезда, при деревне было две полушёлковых фабрики крестьян Василия Пичушкина (4 рабочих) и Фёдора Макеева (8 рабочих).
В 1913 году — 56 дворов и земское училище.
По материалам Всесоюзной переписи населения 1926 года — центр Горковского сельсовета Пригородной волости Богородского уезда в 6,4 км от Владимирского шоссе и 9,6 км от станции Богородск Нижегородской железной дороги, проживало 352 жителя (153 мужчины, 199 женщин), насчитывалось 78 хозяйств, из которых 77 крестьянских, была образована сельскохозяйственная артель.
С 1929 года — населённый пункт Московской области.
Административно-территориальная принадлежность
1929—1930 гг. — деревня Жилино-Горского сельсовета Богородского района.
1930—1959 гг. — деревня Жилино-Горского сельсовета Ногинского района.
1959—1963, 1965—1994 гг. — деревня Мамонтовского сельсовета Ногинского района.
1963—1965 гг. — деревня Мамонтовского сельсовета Орехово-Зуевского укрупнённого сельского района.
1994—2006 гг. — деревня Мамонтовского сельского округа Ногинского района.
2006—2018 — деревня сельского поселения Мамонтовское Ногинского муниципального района.
С 2018 года — деревня сельского поселения Мамонтовское Богородского городского округа.